# Spolas tarsata
Spolas tarsata är en stekelart som först beskrevs av William Harris Ashmead 1901.  Spolas tarsata ingår i släktet Spolas och familjen brokparasitsteklar. Inga underarter finns listade i Catalogue of Life.